# Hejnsvig
Hejnsvig er en by i Sydjylland med 1.003 indbyggere  (2024), beliggende 30 km nordvest for Vejen, 10 km sydvest for Billund og 11 km sydøst for kommunesædet Grindsted. Byen hører til Billund Kommune og ligger i Region Syddanmark.
Hejnsvig hører til Hejnsvig Sogn. Hejnsvig Kirke fra omkring 1336 ligger i byen.

## Geografi
Hejnsvig ligger på Hejnsvig Bakkeø i sydkanten af Grindsted Hedeflade, en smeltevandsflade med udspring i vestenden af Vejle Fjords tunneldal ved Randbøldal. 4 km nordøst for byen ligger Grene Sande, der er dannet ved sandflugt i slutningen af seneste istid, hvor smeltevandssletten endnu var næsten uden vegetation. Vestenvinden har tilført store mængder sand og skabt en U-formet klit, der vender benene mod vest. Der er stadig blottede vindbrud i det nordlige ben, mens de i det sydlige er dæmpet af vegetationen.
Grene Sande blev sammen med Store Råbjerg i Grene Sogn fredet i 1969. Mellem de to klitområder ligger Gyttegårds Plantage, hvor Naturstyrelsen i 2016 indledte et projekt med at fjerne overjorden på et 70 hektar stort område for at genskabe sandflugten og de åbne hede- og klitarealer. Hele området er udpeget som Natura 2000-område nr. 85 Hedeområder ved Store Råbjerg på grund af dets specielle flora og fauna.

## Faciliteter
Børne- og Ungeuniverset Hejnsvig opstod i 2015, da man indviede en ny børnehave, der er bygget sammen med skole og idrætshal. Skolen har 213 elever, fordelt på 0.-9. klassetrin i ét spor. SFO'en har plads til 90 børn fra 0.-3. klasse. Børnehaven har 9 medarbejdere og er normeret til 51 børn i 3-6 års alderen. Bakkehallen understøtter børneaktiviteter samt borgernes deltagelse i idræt, især forskellige former for gymnastik, og kulturelle aktiviteter og arrangementer i foreningsregi. Desuden kan hallen lejes af private.
Hejnsvig Hotel driver selskabsforretning for fester og møder med mindst 15 deltagere. Hejnsvig Forsamlingshus, der blev opført i 1923 som samlingssted for ikke-missionsfolk, blev gennemgribende istandsat i 1990. Det er ejet af Hejnsvig Idrætsforening og har kapacitet til selskaber på op til 120 personer.
Hejnsvig Plejecenter begyndte som De gamles Hjem i 1940 og er flere gange ud- og ombygget, så der nu er 20 plejeboliger og 1 aflastningsbolig. Centret har ca. 30 ansatte og betjener 70-75 borgere inkl. hjemmeboende. Pedersmindecentret er et dagcenter, der hører under plejecentret.
Brugsen blev oprettet i 1913, og byen har stadig en Dagli'Brugs.

## Historie

### Landsbyen
Det høje målebordsblad fra 1800-tallet viser kun kirke, skole, smedje, mølle samt spredte gårde og huse.
I 1904 beskrives Hejnsvig således: "Hejnsvig (c. 1340: Hinghælswi, 1476: Hendenswich), ved Landevejen, med Kirke, Skole, Andelsmejeri og Købmandshdlr." Hejnsvig Andelsmejeri blev oprettet i 1890, ombygget i 1915 og nedlagt i 1980'erne. Missionshuset Bethania blev opført i 1910.

### Stationsbyen
Hejnsvig fik station på Troldhede-Kolding-Vejen Jernbane (1917-68). Det lave målebordsblad fra 1900-tallet viser at der efter banens start desuden var kommet et missionshus.
Stationen havde 293 m krydsningsspor og vognvægt. Nordvest for stationsbygningen var der 110 m læssespor med sporskifte i begge ender, svinefold og 2 ramper. Stationsbygningen er bevaret på Bredgade 31. Banens tracé er bevaret fra stationen til Billundvej, fra Østerbo – som i banens tid var en stibro over gennemskæringen – til Rogusavej, fra Klodhøjvej til Østermarksvej og sydøst for Østermarksvej – med adgang fra Bredgade – på en høj banedæmning, hvor der er opstillet et bordbænkesæt.

## Kendte personer
- Otto Brandenburg (1934-2007) – musiker, sanger og skuespiller.